# View Askew Productions
Вью Эскью Продакшнз (View Askew Productions) — американская продюсерская компания, выпускающая фильмы и телешоу, основанная Кевином Смитом и Скоттом Мосье в 1994 году. Актёры Бен Аффлек, Джефф Андерсон, Мэтт Деймон, Крис Рок, Уолтер Флэнаган, Брайан Джонсон, Джейсон Ли, Джейсон Мьюз, Брайан О’Халлоран и сам Смит — только некоторые звёзды, которые появлялись в проектах «View Askew Productions».

## История
Смит и Мосье основали компанию в 1994 году, чтобы произвести их первый фильм, «Клерки», в котором первый раз появилась вымышленная Вселенная View Askew (View Askewniverse). После того, как фильм получил успех, «View Askew» получил большой бюджет для следующего фильма, которым стал фильм «Лоботрясы» в 1995 году, плохо встреченный критиками и имевший коммерческий провал. Вскоре вышли новые фильмы компании — «В погоне за Эми» (1997 г.) и «Догма» (1999 г.).
В начале нового тысячелетия «View Askew» выпустил анимационный ситком «Клерки: анимационный сериал», основанный на фильме «Клерки». В 2001 году вышел в свет «Джей и Молчаливый Боб наносят ответный удар», в котором в главных ролях снялись Смит и его старый друг Джейсон Мьюз в образах жителей Вселенной View Askew Джея и молчаливого Боба, которые первый раз появились в «Клерках» и присутствовали в большинстве фильмах «View Askew». Следующим фильмом стал «Девушка из Джерси» (2004 г.), первый фильм «View Askew» действия которого происходят не во Вселенной View Askew. Через два года вышли «Клерки 2» (2006 г.), действия фильма происходят через 10 лет после действий первой части. Ещё через два года «View Askew» выпускает «Зак и Мири снимают порно» (2008 г.) — второй фильм действия которого происходят не во Вселенной View Askew.
Компания также выпустила некоторые работы Смита, например, такие как его ответы на вопросы из зала на DVD «Вечер с Кевином Смитом» (2002 г.), «Вечер с Кевином Смитом 2: Вечер сложнее» (2006 г.), «Распроданное: Третий вечер с Кевином Смитом» (2008 г.) и «Кевин Смит: Слишком толстый для сорока» (2011 г.). А также «Менее отстойней с Кевином Смитом» — шоу в котором участвуют три студента УКЛА, зачисленные в класс кинематографии учителем в котором является Смит.
Также компания производит фильмы и для других режиссёров кроме Смита: Малкольм Ингрэм («Рисуя полёты», «Гей-бар в маленьком городке»), Брайан Джонсон («Вульгарный»), Винсент Перейра («Лучшее место»), и Брайан Линч («Большая гелиевая собака»).
Оригинальным логотипом компании был клоун с щетиной в женском белье и на надувной платформе. Логотип позже был изменен на карикатуру Джея и молчаливого Боба.
Первоначально логотип компании представлял собой улыбающегося клоуна с щетиной, одетого в женское нижнее бельё и туфли на платформе, и носившего имя «Вульгарный». Но он вызвал много споры из-за своего вида и позже был изменён на рисунок Джея и Молчаливого Боба с кинооборудованием. В 2022 году, после выхода «Клерки 3», логотип снова изменился, на этот раз на лицо клоуна Вульгарного.

## Фильмы
- Клерки (Clerks, 1994), совместно с Miramax Films
- Лоботрясы (Mallrats, 1995), совместно с Gramercy Pictures
- Рисуя полёты (Drawing Flies, 1996)
- В погоне за Эми (Chasing Amy, 1997), совместно с Miramax
- Лучшее место (A Better Place, 1997)
- Большая гелиевая собака (Big Helium Dog, 1999)
- Догма (Dogma, 1999), совместно с Lionsgate; Miramax продал дистрибьюторские права
- Вульгарный (Vulgar, 2000), совместно с Lionsgate
- Джей и Молчаливый Боб наносят ответный удар (Jay and Silent Bob Strike Back, 2001), совместно с Dimension Films
- Девушка из Джерси (Jersey Girl, 2004), совместно с Miramax
- О, какая милая чайная вечеринка! (Oh, What a Lovely Tea Party, 2004)
- Клерки 2 (Clerks II, 2006), совместно с The Weinstein Company и Metro-Goldwyn-Mayer
- ... (Back to the Well: Clerks II, 2006)
- Гей-бар в маленьком городке (Small Town Gay Bar, 2006)
- Зак и Мири снимают порно (Zack and Miri Make a Porno, 2008), совместно с The Weinstien Company
- Страна медведя (Bear Nation, 2010)
- Супер-пупер мультфильм от Джея и Молчаливого Боба! (Jay & Silent Bob's Super Groovy Cartoon Movie!, 2013), совместно с SModcast Pictures
- Джей и Молчаливый Боб: Перезагрузка (Jay and Silent Bob Reboot, 2019), совместно с Saban Films[1]
- Здесь был Килрой (KillRoy Was Here, 2022), совместно с SModcast Pictures и Semkhor Productions[2]
- Клерки 3 (Clerks III, 2022), совместно с Lionsgate[3]

## Телешоу
- Клерки: анимационный сериал (Clerks: The Animated Series, 2000) — ABC